# Toby Stephens
Toby Stephens, född 21 april 1969 i London, är en brittisk skådespelare. 

## Biografi
Toby Stephens är son till skådespelarna Robert Stephens och Maggie Smith samt bror till skådespelaren Chris Larkin. Föräldrarna skildes när han var fyra år.
Toby Stephens har arbetat med både teater och film. Han spelade 2008 James Bond i en radioteaterversion av Agent 007 med rätt att döda på BBC Radio 4. Han är bland annat känd för att ha spelat Bond-skurken Gustav Graves i filmen Die Another Day (2002) och för rollen som sjörövarkapten Flint i den amerikansk-sydafrikanska succéserien Black Sails (2013) samt Black Sails II.

## Filmografi i urval
- 1993 – Orlando
- 1996 – Trettondagsafton
- 1996 – Främlingen på Wildfell Hall (TV-serie)
- 1997 – Photographing Fairies
- 1998 – Cousin Bette
- 1999 – Onegin
- 2000 – Space Cowboys
- 2000 – The Great Gatsby
- 2002 – Possession
- 2002 – Die Another Day
- 2006 – Jane Eyre (TV-serie)
- 2008 – Robin Hood (TV-serie)
- 2013 – All Things to All Men
- 2014 – Believe
- 2014–2017 – Black Sails (TV-serie)
- 2015 – Och så var de bara en (miniserie)
- 2018 – Lost in Space (TV-serie) [3]
- 2023 – Six Four (TV-serie)
- 2025 – A Cruel Love: The Ruth Ellis Story (TV-serie)